# Jardim Aracília
Cidade Aracília é um bairro de Guarulhos, no estado de São Paulo.
Bairro localizado no extremo leste da cidade de Guarulhos, faz divisa com Arujá e Itaquaquecetuba. Possui diversas indústrias e empresas dos mais variados setores.